# تقانة بيئية

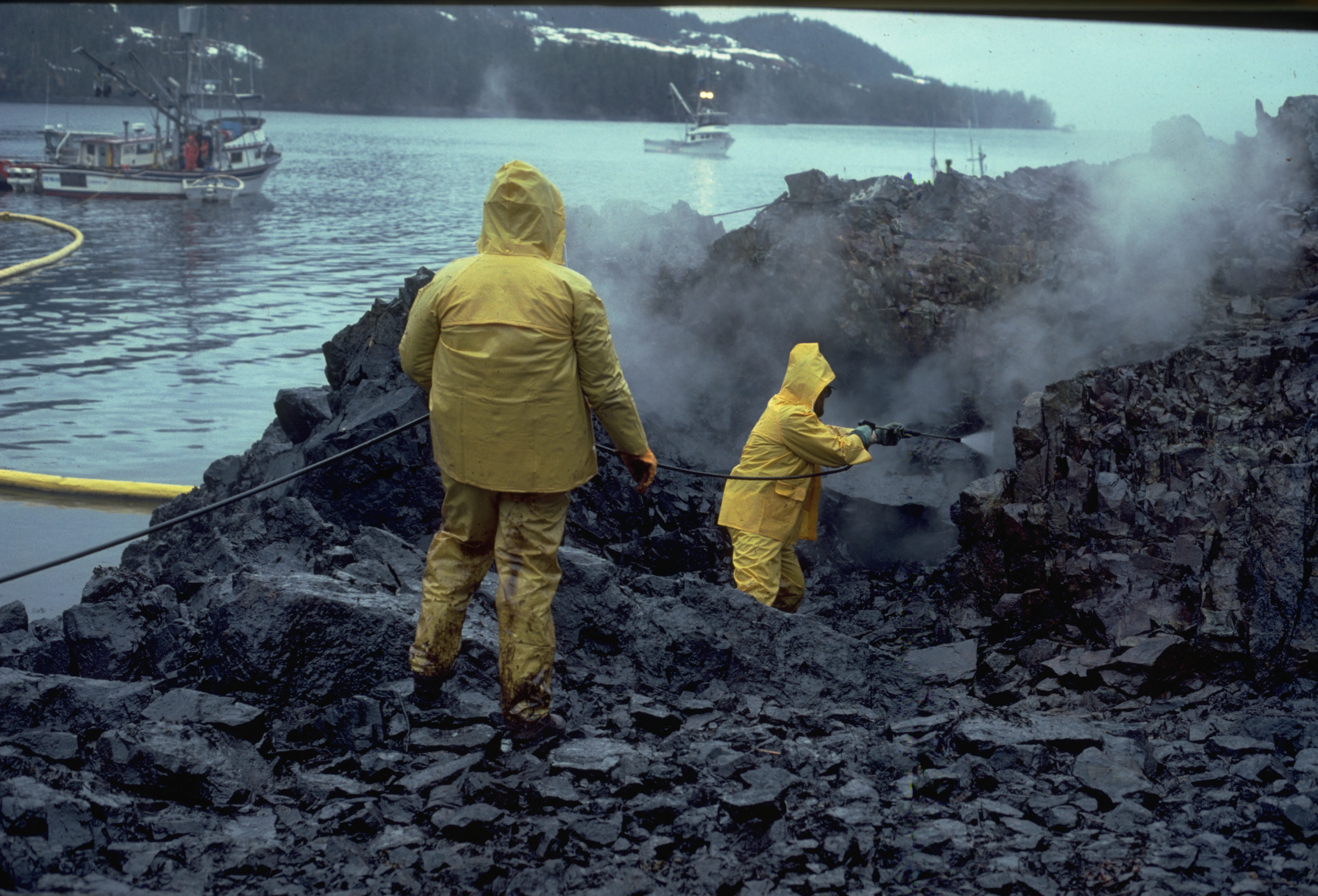

التكنولوجيا البيئية (envirotech)، أو التكنولوجيا الخضراء (greentech) أو التكنولوجيا النظيفة (cleantech) تعد تطبيقًا لواحد أو أكثر من العلوم البيئية، والكيمياء الخضراء، والمراقبة البيئية، والأجهزة الإلكترونية، لمراقبة البيئة والموارد الطبيعية وصيانتها والحفاظ عليها، وكبح الآثار السلبية للمشاركة البشرية. يستخدم المصطلح أيضًا لوصف تقنيات توليد الطاقة المستدامة مثل الخلايا الكهروضوئية، وعنفات الرياح، والمفاعلات الحيوية وما إلى ذلك. التنمية المستدامة هي جوهر التكنولوجيا البيئية. يستخدم مصطلح التكنولوجيا البيئية أيضًا لوصف فئة من الأجهزة الإلكترونية التي يمكن أن تعزز الإدارة المستدامة للموارد.

## أمثلة
- المرشح البيولوجي
- المفاعل الحيوي
- المعالجة الحيوية
- الإعذاب
- المولد الحثي ثنائي التغذية
- حفظ الطاقة
- نموذج اقتصاد الطاقة
- المركبة الكهربائية
- الطاقة الموجية
- الحوسبة الخضراء
- الطاقة الكهرومائية
- طاقة الرياح
- عنفة الرياح
- خلايا الوقود
- الطاقة الحرارية من المحيط
- الطاقة الشمسية
- الألواح الضوئية
- إزالة البلمرة الحرارية
- المرحاض السمادي
- التحلل الحراري

### الطاقة المتجددة
تُعرَّف الطاقة المتجددة بالطاقة التي يمكن تجديدها بسهولة. استخدمنا على مر السنين مصادر مثل الخشب والشمس والماء وما إلى ذلك كوسائل لإنتاج الطاقة. تعد الطاقة التي يمكن أن تنتجها أشياء طبيعية مثل الشمس والرياح وما إلى ذلك طاقة متجددة. تشمل التقنيات المستخدمة: طاقة الرياح، والطاقة المائية، والطاقة الشمسية، والطاقة الحرارية الأرضية، والكتلة الحيوية/الطاقة الحيوية.

### تنقية المياه
تنقية المياه: الفكرة/المفهوم الكامل لوجود مياه خالية من الأوساخ/الجراثيم/ التلوث وتتدفق في جميع مناحي البيئة. توجد صلة بين العديد من الظواهر الأخرى ومفهوم تنقية المياه. يعدّ تلوث المياه العدو الرئيسي لهذا المفهوم، وقد نُظمت حملات وتجمّع ناشطون مختلفون حول العالم للمساعدة في تنقية المياه.

### تنقية الهواء
تنقية الهواء: يمكن زراعة النباتات الخضراء الأساسية والعامة داخل المنازل للحفاظ على الهواء نقيًا، إذ تزيل جميع النباتات ثاني أكسيد الكربون وتحوله إلى أكسجين. تعتبر كل من نخلة الأريكا الصفراء، والذلب ثلاثي الأحزمة والبوثوس من أفضل الأمثلة. يمكن بالإضافة إلى استخدام النباتات نفسها، إضافة بعض أنواع البكتيريا إلى أوراق هذه النباتات للمساعدة في إزالة الغازات السامة، مثل التولوين.

### معالجة الصرف الصحي
تشبه معالجة مياه الصرف الصحي من الناحية المفاهيمية تنقية المياه. تعتبر معالجات الصرف الصحي مهمة جدًا لأنها تنقي المياه وفق مستويات التلوث. لا تُستخدم المياه الملوثة بشدة لأي شيء، وتُوفَّر المياه الملوثة بشكل أقل للأماكن التي تحتاج استخدام المياه بكثرة. قد ترتبط بمفاهيم أخرى مختلفة لحماية البيئة والاستدامة وما إلى ذلك.

### الإصلاح البيئي
الإصلاح البيئي، عبارة عن إزالة المواد الملوثة والسامة من أجل الحماية العامة للبيئة. يتحقق ذلك بطرق كيميائية وبيولوجية وجماعية مختلفة.

### إدارة النفايات الصلبة
إدارة النفايات الصلبة، عبارة عن تنقية النفايات الصلبة، واستهلاكها، وإعادة استخدامها، وتدبيرها، ومعالجتها، التي تقوم بها الحكومة أو الهيئات الحاكمة للمدينة/البلدة.

### تنبؤات إيجين
تنبؤات إيجين، طريقة تستخدم تكنولوجيا التنبؤ، للتنبؤ بتأثير الطقس المستقبلي على المبنى. يزيل النظام الاستخدام الزائد للحرارة، من خلال تعديل الحرارة بناءً على توقعات الطقس، وبالتالي تقليل استهلاك الطاقة وانبعاث غازات الدفيئة.

### حفظ الطاقة
حفظ الطاقة، عبارة عن استخدام الأجهزة التي تتطلب طاقة أقل، لتقليل استهلاك الكهرباء. يؤدي تقليل استخدام الكهرباء إلى تقليل حرق الوقود الأحفوري لتوفير تلك الكهرباء.